# ルドルフ・ドゥアラ
ルドルフ・ドゥアラ（Roudolphe Douala M'bele, 1978年9月25日 - ）は、カメルーン・ドゥアラ出身の同国代表のサッカー選手。

## 経歴

### クラブ
ドゥアラは、フランス2部のサンテティエンヌでプロキャリアを始めたが、トップチームでの出番はなく、20歳の時にポルトガル1部のボアヴィスタと契約した。その後、3チームに貸し出され、そのうちの1つウニオン・レイリアで10得点を挙げる活躍を見せたことから、2004年7月11日に強豪スポルティングCPへの完全移籍を果たした。スポルティングでの1年目はリーグ戦で5得点を挙げ、またUEFAカップ 2004-05では、ミドルズブラ戦（アウェー3-2）やAZ戦（ホーム2-1）で得点を挙げ、チームの決勝進出に貢献するなど主力の1人として活躍した。そのプレーぶりにミドルズブラのスティーブ・マクラーレン監督は感銘を受け、ニューカッスル・ユナイテッドと共にオファーを出すも、スポルティング側が拒否したため移籍することはなかった が、2006-07シーズンの夏の移籍市場最終日にイングランドのポーツマスへ完全移籍のオプション付きで貸し出された。しかし、フラットン・パークでの生活になかなか馴染めずにいたことから、2007年冬の移籍市場でチームを退団するとの憶測が流れ るも実現することはなかったが、ドゥアラは"移籍市場最終日にフランスの2チームからオファーがあったが、ここで去ると失敗例とみなされる。だから、自分が何を出来るか示したい"と語った。
ポーツマスとのローン期限終了に伴いスポルティングCPへ戻り、2007年7月14日に古巣のサンテティエンヌへ完全移籍で加入した が、主に控えとしての日々が続き、1シーズンでチームを去りギリシャのアステラス・トリポリスと1年契約を結んだ。ここでも同様の状態だったために契約を解除し、2009年3月22日にイングランド2部のプリマス・アーガイルへシーズン終了までの期限で加入する も、デビュー戦となった4月11日のコヴェントリー・シティ戦（ホーム2-0）での途中出場と5月3日に先発出場したバーンズリー戦（ホーム1-2）の僅か2試合に終わった。
31歳となったドゥアラは再び国とチームを変え、2010年3月15日にベルギー・セカンドディビジョンのリールセに同胞のジョゼフ＝デジレ・ジョブと共に加入した。1得点を挙げ1部に昇格を果たし、2011年8月31日にジョブと共に退団した。

### 代表
カメルーン代表として2004年から2009年までの間に17試合1得点を記録。ベスト8となったアフリカネイションズカップ2006に出場した。